# Заозёрное (Крым)
Заозёрное (до 1948 года — Ялы́-Мойна́к; укр. Заозерне, крымскотат. Yalı Moynaq, Ялы Мойнакъ) — посёлок городского типа / посёлок в западной части Крымского полуострова на юго-западном берегу Каламитского залива, на Евпаторийском мысе, примыкает к юго-западной части Евпатории. Курорт. Входит в городской округ Евпатория (Евпаторийский горсовет).

## Население
| 1979  | 1989  | 2001  | 2009  | 2010  | 2011  |
| ----- | ----- | ----- | ----- | ----- | ----- |
| 3316  | ↗6261 | ↘4566 | ↗4885 | ↗4909 | ↗4940 |
| 2012  | 2013  | 2014  | 2021  |       |       |
| ↗4960 | ↗4996 | ↘4332 | ↗4814 |       |       |

## История
Первое документальное упоминание села встречается в Камеральном Описании Крыма… 1784 года, судя по которому, в последний период Крымского ханства Байнак входил в Козловский кадылык Козловского каймаканства.
После присоединения Крыма к России (8) 19 апреля 1783 года, (8) 19 февраля 1784 года, именным указом Екатерины II сенату, на территории бывшего Крымского Ханства была образована Таврическая область и деревня была приписана к Евпаторийскому уезду. После Павловских реформ, с 1796 по 1802 год, входила в Акмечетский уезд Новороссийской губернии. По новому административному делению, после создания 8 (20) октября 1802 года Таврической губернии, Ялы-Мойнак был включён в состав Кудайгульской волости Евпаторийского уезда.
По Ведомости о волостях и селениях, в Евпаторийском уезде с показанием числа дворов и душ… от 19 апреля 1806 года в деревне Ели Буйнак числилось 14 дворов, 77 крымских татар 2 ясыров. На военно-топографической карте генерал-майора Мухина 1817 года деревня Джая байнак обозначена с 16 дворами. После реформы волостного деления 1829 года Ялы-Мойнак, согласно «Ведомости о казённых волостях Таврической губернии 1829 года», остался в составе Кудайгульской волости. На карте 1836 года в деревне 19 дворов. Затем, видимо, вследствие эмиграции крымских татар в Турцию, деревня заметно опустела и на карте 1842 года Ялы-Мойнак обозначен условным знаком «малая деревня», то есть, менее 5 дворов.
В 1860-х годах, после земской реформы Александра II, деревню приписали к Чотайской волости. В «Списке населённых мест Таврической губернии по сведениям 1864 года», составленном по результатам VIII ревизии 1864 года, Ялы-Мойнак — владельческая русская деревня, с 4 дворами и 20 жителями при колодцах. По обследованиям профессора А. Н. Козловского 1867 года, глубина колодцев в деревне составляла 2—5 саженей (4—10 м), вода в которых была «солёная, или горькая, или солоновато-горькая».
Сподвижник Станиславского Л. А. Сулержицкий проповедовал создание сообщества («ордена») актёров, распространяющееся за пределы совместного духовного существования в физическую сферу. В 1912 году он приобрел земельный участок под Евпаторией (ныне Заозёрное) для создания «Земледельческой колонии» актёров первой студии МХАТа. В том числе предполагался совместный отдых и физический труд, что, несмотря на препятствия, на 3 лета удалось реализовать в крымских владениях Станиславского в Евпатории.
В 1913 году рядом с «Земледельческой колонией» супругами караимами Гелелович был создан детский санаторий, коммуна актёров помогала детям, позднее они объединились и санаторий в 1923 году получил название «Чайка» (ныне детский клинический санаторий «Чайка»). На 1914 год в селении действовала лютеранская школа грамотности. По Статистическому справочнику Таврической губернии. Ч.II-я. Статистический очерк, выпуск пятый Евпаторийский уезд, 1915 год, в Донузлавской волости Евпаторийского уезда числились: соляной промысел Ялы-Мойнак, 1-я часть (Меркурьева Ан. Ив.) — 3 двора, 20 человек приписного населения; каменоломня Ялы-Мойнак (Уланова М. М.) — 12 дворов с татарскими жителями в количестве 73 человека приписного населения и 28 — «постороннего» и имение Ялы-Мойнак, 5-я и 6-я части (Танагоз И. и А. И.) — 9 дворов, 70 человек приписного населения и 7 — «постороннего» и деревня Ялы-Мойнак, 2-я часть (Синани А. П.) — 13 дворов (все дворы с землёй), 72 человека приписного населения и 34 — «постороннего», из которых 56 мужчин и 40 женщин. Жители владели 580 десятинами удобной земли. В хозяйствах имелось 48 лошадей, 25 волов, 12 коров и 338 голов мелкого скота.
После установления в Крыму Советской власти, по постановлению Крымревкома от 8 января 1921 года № 206 «Об изменении административных границ» была упразднена волостная система и село вошло в состав Евпаторийского района Евпаторийского уезда, а в 1922 году уезды получили название округов. 11 октября 1923 года, согласно постановлению ВЦИК, в административное деление Крымской АССР были внесены изменения, в результате которых округа были отменены и произошло укрупнение районов — территорию округа включили в Евпаторийский район. Согласно Списку населённых пунктов Крымской АССР по Всесоюзной переписи 17 декабря 1926 года, в селе Ялы-Мойнак, Богайского сельсовета Евпаторийского района, числилось 42 двора, из них 37 крестьянских, население составляло 217 человек, из них 162 русских, 35 немцев, 11 татар, 6 греков, 1 украинец, 2 белоруса. По данным всесоюзной переписи населения 1939 года в селе проживало 343 человека.
В 1944 году, после освобождения Крыма от фашистов, согласно Постановлению ГКО № 5859 от 11 мая 1944 года, 18 мая крымские татары были депортированы в Среднюю Азию. 12 августа 1944 года было принято постановление № ГОКО-6372с «О переселении колхозников в районы Крыма» и в сентябре 1944 года в район приехали первые новосёлы (150 семей) из Киевской и Каменец-Подольской областей, а в начале 1950-х годов последовала вторая волна переселенцев из различных областей Украины. С 25 июня 1946 года Аирча в составе Крымской области РСФСР.
Указом Президиума Верховного Совета РСФСР от 18 мая 1948 года, Ялы-Мойна переименовали в Заозёрное. 26 апреля 1954 года Крымская область была передана из состава РСФСР в состав УССР.
В период с 1968 по 1977 год к Заозёрному присоединено село Песчанка.

## Интересные факты
- На территории посёлка расположено Греко-скифское городище «Чайка» — древнее поселение IV века до н. э.
- Вблизи посёлка находятся антенны одной из мощнейших систем дальней космической связи АДУ-1000 и П-400[43].

- Историческое название поселка сохранилось в названиях озёр п. Заозерного — Большое Ялы-Майнакское озеро и Малое Ялы-Майнакское озеро.[источник не указан 1812 дней]